# Acanthascus hamatus
Acanthascus hamatus är en svampdjursart som beskrevs av Lendenfeld 1915. Acanthascus hamatus ingår i släktet Acanthascus och familjen Rossellidae. Inga underarter finns listade i Catalogue of Life.